# Swalla
Swalla is een nummer uit 2017 van de Amerikaanse R&B-zanger Jason Derulo, rapster Nicki Minaj en zanger Ty Dolla Sign. Het nummer is de eerste single van Derulo's nog te verschijnen vijfde studioalbum.
Het nummer is momenteel een grote hit. In de Amerikaanse Billboard Hot 100 staat het nog niet zo hoog; namelijk op de 42e positie. In de Nederlandse Top 40 staat het op nummer 8, en in de Vlaamse Ultratop 50 op 21.